# رستمیان

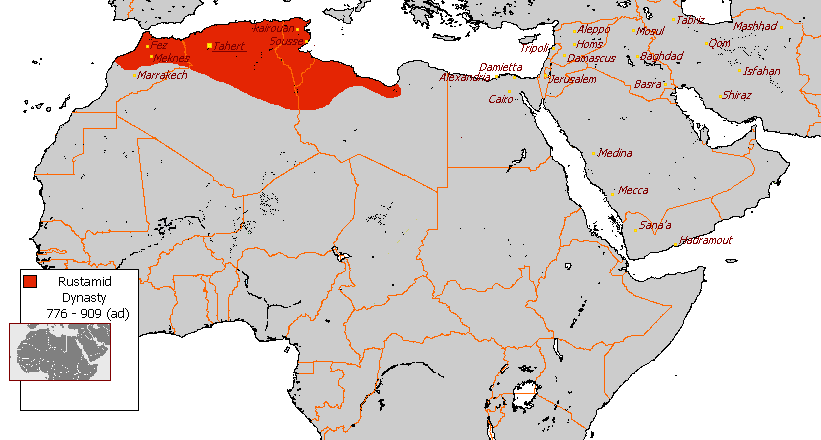
قلمرو رستمیان در شمال آفریقا.

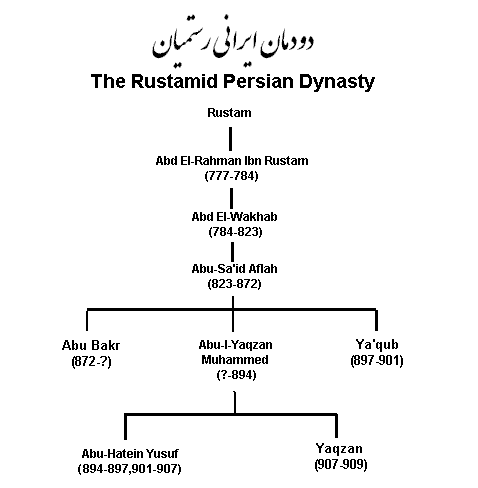
تبارنامهٔ دودمان ایرانی رستمیان در شمال آفریقا.

رستمیان (به عربی: الرستمیون) دودمانی ایرانی‌تبار از امامان، اباضی مذهب بودند که از سرزمین فعلی عراق به شمال آفریقا مهاجرت و در شمال آفریقا به پایتختی تاهَرت (امروزه تاقدمت) الجزایر از ۷۷۷ میلادی تا ۹۰۹ میلادی یک حکومت اسلامی براساس مذهب اباضی برپا نموده و قصد قیام و براندازی عباس طوطون حاکم طرابلس را داشتند رستمیان از حمایت آمازیغ‌های شمال آفریقا موسوم به نفوسیه برخوردار بودند. نام این دودمان از عبدالرحمن بن رستم بن بهرام بن سام بن کسری گرفته شده‌است.

## اباضیه در شمال آفریقا
تا سال ۷۱۹ م. شاخه ای از خوارج به نام جنبش اباضیه وارد شمال آفریقا شده بود. از پیشاهنگان ایشان سلما ابن سعد، از طرف جماعت اباضیه بصره به شمال آفریقا اعزام شد. در سال ۷۴۰ م. تلاش تبلیغی ایشان در جلب قبیله‌های بزرگ بربرِ حواره اطراف طرابلس، کوهستان نفوسه و زناته در تریپولیتانیا نتیجه داد. در ۷۵۷ م. (۱۴۰ ه‍.ق) یک گروه چهار نفره از مبلغین بصره که شامل عبدالرحمان بن رستم بود، اعلام امامت اباضی نمود، که خلافت عباسی آن را در ۷۶۱ م. سرکوب کردند. سرانجام در ۷۷۷ م. عبدالرحمان بن رستم در الجزایر به عنوان امام انتخاب شد. عبدالرحمان بن رستم در شمال آفریقا از نیایی ایرانی به دنیا آمده و به اباضیه گرویده بود؛ و بدین‌سان حکومت در بین فرزندان عبدالرحمان باقی ماند. اباضیه پیشوا ماندن این خاندان را این‌گونه توجیه می‌کرد که چون ایشان از هیچ قبیله‌ای نیستند، به نفع هیچ‌کدام از قبیله‌ها تمایل پیدا نمی‌کنند.
در ۸۱۲ م. رستمی‌ها با اغلبیان که به خلافت عباسی وابسته بودند جنگیدند. نیای اغلبیان هم از خراسان است، البته عرب و از قبیله بنی تمیم. به هرحال نتیجه این جنگ، رسیدن به حالت تحمل کردن طرف مقابل بود.
پس از عبدالوهاب، رستمیان از نظر نظامی ضعیف شدند و در ۹۰۹ م. فاطمی‌های اسماعیلی مذهب مصر به راحتی ایشان را برانداختند.
رستمیان، محیط فرهنگی آزادی برای ادیان فراهم نموده بودند که در آن مسیحیان و مسلمانان غیر هم مذهب ایشان به راحتی زندگی می‌کردند.

## جامعه و فرهنگ
دودمان رستمیان «شهرتی چندفرهنگی به دست آورد که در آن مسیحیان، مسلمانان غیرخوارجی و پیروان فرقه‌های مختلف خوارج با هم زندگی می‌کردند». در عرصه فکری، رستمیان دارای دانشمندان و افراد برجسته‌ای مانند عبدالرحمن بن رستم، عبدالوهّاب بن عبدالرحمن، افلح بن عبدالوهّاب، ابوالیقظان بن افلح، مهدی نفوسی، عبدالله لَمتّی و محمود بن بکر بودند. عبدالرحمن تفسیر قرآن داشت. عبدالوهّاب اثر مسائل نفوسه را درباره فقه اسلامی نوشت. افلح در ادبیات عرب، ریاضیات و نجوم مهارت داشت. ابوالیقظان حدود ۴۰ اثر نوشت. به دلیل اشتیاق علمی خود، رستمیان به طور فعال آثار ارزشمندی را از مشرق به مغرب منتقل کردند، به‌ویژه به کتابخانه معصومه (در تاهرت) و کتابخانه خزینه نفوسه (در جبل نفوسه). افزون بر این، تاهرت به نام‌هایی چون «عراق مغرب»، «عراق صغیر»، «بلخ مغرب» یا «بصره کوچک» شهرت داشت.
علاوه بر این دستاوردها، رستمیان نقش مهمی در اسلامی‌سازی مغرب و بلاد سودان داشتند. حدود دو قرن (۱۳۰ تا ۳۴۰ قمری / ۷۵۰ تا ۹۵۰ میلادی)، خوارج بر مسیرهای تجاری مغرب و بلاد سودان کنترل داشتند. بسیاری از تاجران اباضی به مناطقی گسترده مانند تاهرت، ورگله، نفزاوه، جبل نفوسه، تادمکّت، گائو و غنا سفر می‌کردند. با این فعالیت‌های اقتصادی، اباضی‌ها از تجارت سود برده و در عین حال به تبلیغ اسلام می‌پرداختند.

## فرمانروایان رستمی
|   | فرمانروا                          | زندگی      | فرمانروایی |
| - | --------------------------------- | ---------- | ---------- |
| ۱ | عبد الرحمن بن رستم بن بهرام       | .... -.... | ۷۷۶–۷۸۴    |
| ۲ | عبد الوهاب بن عبد الرحمن          | .... -.... | ۷۸۴–۸۳۲    |
| ۳ | أبو سعید الأفلح بن عبد الوهاب     | .... -.... | ۸۳۲–۸۷۱    |
| ۴ | أبو بکر بن الأفلح                 | .... -.... | ۸۷۱–۸۷۱    |
| ۵ | أبو الیقضان محمد بن الأفلح        | .... -.... | ۸۷۱–۸۹۴    |
| ۶ | أبو حاتم یوسف بن محمد الحکم       | .... -.... | ۸۹۴–۸۹۷    |
| ۷ | یعقوب بن الأفلح                   | .... -.... | ۸۹۷–۹۰۱    |
| ۸ | أبو حاتم یوسف بن محمد الحکم       | .... -.... | ۹۰۱–۹۰۶    |
| ۹ | یقظان بن محمد أبی الیقظان بن أفلح | .... -.... | ۹۰۶–۹۰۹    |